# بيتر جاندا
بيتر جاندا (بالتشيكية: Petr Janda)‏ (5 يناير 1987 في التشيك - ) هو لاعب كرة قدم تشيكي في مركز الهجوم. شارك مع منتخب التشيك تحت 19 سنة لكرة القدم ومنتخب جمهورية التشيك تحت 20 سنة لكرة القدم ومنتخب جمهورية التشيك تحت 21 سنة لكرة القدم ومنتخب جمهورية التشيك لكرة القدم. أما مع النوادي، فقد لعب مع أنطاليا سبور وبولو سبور ودنيزلي سبور وسلافيا براغ.

## وصلات خارجية
- بيتر جاندا على موقع الاتحاد التشيكي (الإنجليزية)
- بيتر جاندا على موقع اتحاد تركيا (لاعب) (الإنجليزية)
- بيتر جاندا على موقع قاعدة بيانات كرة القدم.إي يو (الإنجليزية)
- بيتر جاندا على موقع ناشيونال فوتبول تيمز (الإنجليزية)
- بيتر جاندا على موقع Soccerway.com (الإنجليزية)
- بيتر جاندا على موقع عالم كرة القدم.نت (الإنجليزية)